# Goodbye Lullaby
Goodbye Lullaby je četvrti studijski album kanadske pop rock pjevačice Avril Lavigne, izdan 8. ožujka 2011. godine pod RCA Recordsom. Kao prvi i najavni singl objavljena je pjesma "What the Hell".

## Pisanje i snimanje
Odmah nakon završetka turneje The Best Damn Tour Lavigne je počela s radom na novom albumu. Sa snimanjem je počela u svojem kućnom studiju, prva nastala pjesma je "Black Star". Pjesmu je napisala kako bi pomogla pri promociji njenog prvog parfema Black Stara. Lavigne je pjsmu napisala tijekom svoje turneje dok je bila u jednom Malezijskom hotelu. Pjesma traje nekoliko sekundi, ali kasnije je napravljena potpuna verzija pjesme, Rolling Stone opisao je pjesmu kao kao divnu uspavanku sličnu Coldplayovim pjesmama.
Snimanje je započelo s malim brojem instrumenata, samo Lavignenino pjevanje i akustična gitara.
Pjesma "Smile" govori o stavovima pjevačice prema dragim ljudima u njezinom životu, o vezama je progovorila u pjesmi "Push", dok svoju ranjivu stranu pokazuje u pjesmi "Wish You Were Here". Pjesma "Goodbye" govori o njezinoj snazi da zatvori jedno poglavlje svojega života i krene u drugo, to je ujedno prva pjesma koju je Lavigne sama napisala i producirala.

## Singlovi
"What the Hell" je najavni singl s albuma. Singl je objavljen u siječnju 2011. godine. Videospot je trebao biti snimljen krajem studenog 2010. godine, ali je na kraju ipak snimljen početkom prosinca. Videospot je snimljen u Los Angelesu.
"Smile" je objavljen kao drugi singl s albuma. Pjesma nije zabilježila veći uspjeh na ljestvicama te se plasirala na 68. poziciji ljestvica Billboard Hot 100 i 59. poziciji ljestvice Canadian Hot 100. U Japanu se singl plasirao na 25. poziciji.
"Wish You Were Here" je objavljen kao treći singl s albuma.

## Objavljivanje i promocija
Objavljivanje albuma i najavnog singla je već nekoliko puta odgođeno. Album je prvobitno trebao biti objavljen 17. studenog 2009. godine. U siječnju 2010. godine izjavila je kako je omot za album slikan i kako će singl biti objavljen u ožujku, a album u lipnju. Lavigne je u svibnju izjavila kako su pjesme na albumu ozbilje i da želi napisati nekoliko zabavnih pjesama, kako bi ga uskladila.

## Popis pjesama
| Br. | Skladba               | Tekstopisac                          | Producent         | Trajanje |
| --- | --------------------- | ------------------------------------ | ----------------- | -------- |
| 1.  | »Black Star«          | Avril Lavigne                        | Deryck Whibley    | 1:34     |
| 2.  | »What the Hell«       | Avril Lavigne, Max Martin, Shellback | Martin, Shellback | 3:39     |
| 3.  | »Push«                | Avril Lavigne, Evan Taubenfeld       | Deryck Whibley    | 3:01     |
| 4.  | »Wish You Were Here«  | Avril Lavigne, Martin, Shellback     | Martin, Shellback | 3:45     |
| 5.  | »Smile«               | Avril Lavigne, Martin, Shellback     | Martin, Shellback | 3:29     |
| 6.  | »Stop Standing There« | Avril Lavigne                        | Butch Walker      | 3:27     |
| 7.  | »I Love You«          | Avril Lavigne, Martin, Shellback     | Martin, Shellback | 4:01     |
| 8.  | »Everybody Hurts«     | Avril Lavigne, Taubenfeld            | Deryck Whibley    | 3:41     |
| 9.  | »Not Enough«          | Avril Lavigne, Taubenfeld            | Deryck Whibley    | 4:18     |
| 10. | »4 Real«              | Avril Lavigne                        | Avril Lavigne     | 3:28     |
| 11. | »Darlin«              | Avril Lavigne                        | Deryck Whibley    | 3:50     |
| 12. | »Remember When«       | Avril Lavigne                        | Deryck Whibley    | 3:29     |
| 13. | »Goodbye«             | Avril Lavigne                        | Avril Lavigne     | 4:30     |
| 14. | »Alice«               | Avril Lavigne                        | Butch Walker      | 5:00     |

## Ljestvice
| Ljestvice (2011.)      | Najviša pozicija |
| ---------------------- | ---------------- |
| Australija             | 1                |
| Austrija               | 3                |
| Belgija (Flandrija)    | 11               |
| Belgija (Valonija)     | 10               |
| Češka                  | 1                |
| Danska                 | 19               |
| Finska                 | 8                |
| Francuska\|            | 4                |
| Hrvatska               | 17               |
| Irska                  | 12               |
| Italija                | 5                |
| Japan                  | 2                |
| Kanada                 | 2                |
| Mađarska               | 13               |
| Nizozemska             | 11               |
| Novi Zeland            | 7                |
| Njemačka               | 4                |
| Poljska                | 10               |
| Portugal               | 5                |
| SAD (Billboard 200)    | 4                |
| Španjolska             | 4                |
| Švedska                | 10               |
| Švicarska              | 2                |
| Ujedinjeno Kraljevstvo | 9                |

| Država | Certifikacija | Prodaja |
| ------ | ------------- | ------- |
| Japan  | zlatna        | 280.000 |

## Povijest objavljivanja
| Država                 | Datum           | Izdavač     | Format                    |
| ---------------------- | --------------- | ----------- | ------------------------- |
| Njemačka               | 7. ožujka 2011. | RCA Records | CD, digitalno preuzimanje |
| Ujedinjeno Kraljevstvo | 7. ožujka 2011. | RCA Records | CD, digitalno preuzimanje |
| SAD                    | 8. ožujka 2011. | RCA Records | CD, digitalno preuzimanje |